# دیوید لزلی، لرد اول نیوآرک
دیوید لزلی، لرد اول نیوآرک (انگلیسی: David Leslie, 1st Lord Newark؛ ۱۶۰۰ – ۱۶۸۲ (۸۱−۸۲ سال)) فرد نظامی اهل اسکاتلند بود.